# 曺奎甲
曺 奎甲（チョ・ギュガプ、朝鮮語: 조규갑、1904年3月27日 - 1994年10月3日）は、大韓民国の政治家。昌原郡亀山面長、制憲韓国国会議員などを歴任した。
本貫は昌寧曺氏。漢字表記は曺圭甲とも。独立運動家の曺正煥は父、曺誠煥は叔父。

## 経歴
慶尚南道金海郡菉山面（現・釜山広域市江西区美音洞）出身。同郡進礼面の講習所での漢文修学を経て、明治大学政経科卒、早稲田大学卒業または中退、北京大学聴講・東洋哲学科中退。営農を経て、亀山面長、慶尚南道政治工作隊隊長、鎮海中学校父兄会長、鎮海漁業組合長、鎮海金融組合長、大韓独立促成国民会鎮海支部長・昌原郡支部長、昌原郡農会評議員、無所属の制憲国会議員、反民族行為特別調査委員会調査委員などを務めた。1961年の5・16軍事クーデター以降、中央情報部長の金鍾泌が主導した再建党（後の民主共和党）に1963年1月に入党したため、朴正煕政権に参加した。1972年の十月維新で維新憲法が発表されると、制憲同志会会員50人と共にそれを支持する声明を出した。
1994年10月3日、釜山広域市江西区美音洞の自宅で持病により死去。91歳没。